# Vegueria de Tarragona
|  | Aquest article tracta de la vegueria del segle XIII-XVIII, per la futura vegueria vegeu Vegueria del Camp de Tarragona |

| \| \| segle XIII — segle XVIII \| → \| |                          |   |
|                                        |                          |   |
| Període històric                       | Edat mitjana             |   |
| • Establiment                          | segle XIII               |   |
| • decret de Nova Planta                | segle XVIII              |   |
|                                        | segle XIII — segle XVIII | → |

La Vegueria de Tarragona (segle xiii - segle xviii) fou una vegueria de Catalunya que comprenia la majoria de terres del Camp de Tarragona, concretament les situades a la riba sud del riu Gaià, excepte el Pont d'Armentera, Cabra del Camp, Figuerola del Camp, la Riba, Mont-ral, la Mussara, Vilaplana, l'Aleixar, Maspujols, Prades, Capafonts, la Febró, Colldejou, Pratdip i Vandellòs. La ciutat de Tarragona donava nom a la vegueria i n'era la capital.
Amb el Decret de Nova Planta de 1716 les vegueries es van substituir per corregiments, que eren la divisió tradicional del Regne de Castella. El nou Corregiment de Tarragona es va formar per agregació de la vegueria de Tarragona i la de Montblanc, constituint dues alcaldies majors.